# Kemestaródfa
Kemestaródfa (németül: Tadisdorf) község Vas vármegyében, a Körmendi járásban.

## Fekvése
A falu a Pinka és a Strém-patakok összefolyásánál fekszik Körmendtől 5 kilométerre nyugatra. Északról Vasalja, délről Csákánydoroszló határolja.
A 8-as főútról Csákánydoroszló felől a 7452-es számú bekötőúton közelíthető meg; egy másik, ide vezető út, a 87 106-os számú mellékút pedig még Csákánydoroszló előtt ágazik ki a főútból és előbb Kemesmál, majd Taródfa községrészek főutcájaként húzódik végig a településen. Közvetlenül az osztrák határ mentén helyezkedik el.

## Története
A mai település két, egykor önálló faluból, Kemesmálból és Taródfából egyesült 1939-ben. Kemesmált 1409-ben Kemesmal, Taródfát 1418-ban Torlodfalua alakban említik először. Kemesmál neve a magyar Keme személynév és a mál (=hegyoldal) főnév összetétele. Taródfa neve a torló (= volt ura lelkiüdvéért az egyháznak szolgáló szabados) főnévből származhat. A település területén a 13. században határőrző erődítmény állt, melyet 1248-ban említenek és helye ma is látható a község határában a Váradszigeten. Taródfa a későbbiekben 1430-ban Thorlothfalua, 1455-ben Thuroldfalwa, 1456-ban Tharrodfalva, 1471-ben Thorondfalwa, 1478-ban Thorrothfalwa alakban szerepel az írott forrásokban. 1488-ban 7 adózó portát említenek a településen.
Fényes Elek szerint „Kemesmál, magyar falu, Vas vmegyében, a körmendi uradalomban, 100 kath. lak.”
„Tarródfa, magyar falu, Vas vmegyében, a Pinka és Strem vizek összefolyásánál, 264 kath. lak. F. u. többen. Ut. p. Szombathely.”
Vas vármegye monográfiája szerint „Kemesmál kis, magyar község, a Pinka patak mellett, a gráczi vasútvonal mentén. Házainak száma 17, lélekszám 118, vallásuk r. kath. Postája Horvát-Nádalla, távírója Körmend.” 
 „Taródfa, magyar község a gráczi vasút mentén, 55 házzal és 365 r. kath. vallású lakossal. Postája Horvát-Nádalla, távírója Körmend.”
1910-ben Kemesmálnak 142, Taródfának 434 magyar lakosa volt. Vas vármegye Körmendi járásához tartozott.

## Közélete

### Polgármesterei
- 1990–1994: Szájer István (független)[7]
- 1994–1998: Szájer István (független)[8]
- 1998–2002: Szájer István (független)[9]
- 2002–2006: Szájer István (független)[10]
- 2006–2010: Szájer István (független)[11]
- 2010–2014: Szájer Istvánné (független)[12]
- 2014–2019: Takó Gábor (független)[13]
- 2019–2024: Takó Gábor (Fidesz-KDNP)[14]
- 2024– : Takó Gábor (Fidesz-KDNP)[1]

## Népesség
A település népességének változása:
| Lakosok száma | 210  | 211  | 205  | 215  | 232  | 238  | 227  |
|               | 2013 | 2014 | 2015 | 2021 | 2022 | 2023 | 2024 |

A 2011-es népszámlálás során a lakosok 79,7%-a magyarnak, 1,4% németnek mondta magát (20,3% nem nyilatkozott; a kettős identitások miatt a végösszeg nagyobb lehet 100%-nál). A vallási megoszlás a következő volt: római katolikus 69,4%, református 0,5%, görögkatolikus 0,5%, felekezet nélküli 0,9% (26,6% nem nyilatkozott).
2022-ben a lakosság 92,7%-a vallotta magát magyarnak, 2,6% németnek, 0,4% ukránnak, 0,4% cigánynak, 1,7% egyéb, nem hazai nemzetiségűnek (6,9% nem nyilatkozott; a kettős identitások miatt a végösszeg nagyobb lehet 100%-nál). Vallásuk szerint 52,2% volt római katolikus, 1,3% református, 1,3% görög katolikus, 0,9% egyéb keresztény, 3% felekezeten kívüli (41,4% nem válaszolt).

## Nevezetességei
A Miród-forrás régi búcsújáróhely, melyet a kommunista időkben tönkretettek. A kegyhelyet a rendszerváltás után újra rendbehozták, a forrást kitisztították, kereszt és lourdes-i barlang épült.